# Chalcides simonyi
Chalcides simonyi é uma espécie de réptil da família Scincidae. Apenas pode ser encontrada nas Canárias.
Os seus habitats naturais são: matagal de clima temperado, matagais mediterrânicos, campos de gramíneas de clima temperado, áreas rochosas, pastagens e áreas urbanas.